# Jean Ier de Joigny
Jean Ier de Joigny (né vers 1250, † en 1283) est comte de Joigny, en Champagne. Il est le fils de Guillaume III, Comte de Joigny, et d'Agnès de Châteauvillain.

## Biographie
Vers 1261, à la mort de son père Guillaume III de Joigny, il devient comte de Joigny.
En 1264, Charles Ier d'Anjou, frère du roi de France Saint Louis, avait conquis la Sicile sous les auspices du pape troyen Urbain IV. Mais une conspiration éclate contre lui le 30 mars 1282, et les français, que Charles avait amenés en grand nombre furent massacrés dans le complot des vêpres siciliennes. À la suite de cet épouvantable carnage, une multitude de chevaliers français accourut en Italie, comme une croisade en Terre-Sainte, pour porter secours à Charles d'Anjou et venger ces assassinats, et Jean Ier de Joigny fit partie de cette armée.
D'après Geoffroy de Courlon, aux environs de la ville d'Urbino, l'armée française tomba dans un piège posé par les italiens, qui avaient creusé dans la plaine de profonds fossés qu'ils avaient recouvert de branchage et de terre. Le comte Jean et d'autres seigneurs tombèrent et furent massacrés par les paysans.
A noter qu'Ambroise Challe, dans son Histoire de la ville et du comté de Joigny de 1882, donne trois comtes Jean, mais il s'agit surement d'une erreur (Jean Ier et Jean II étant probablement une seule et même personne et Jean III étant en fait Jean II).

## Mariage et enfants
Vers 1279, il épouse Marie de Mercœur, fille de Béraud VI, seigneur de Mercœur, et de Béatrix de Bourbon-Dampierre, dont il a deux enfants connus :
- Jean II 'Blondel' de Joigny, qui succède à son père.
- Robert de Joigny, chanoine de Chartres puis évêque de Chartres de 1316 à 1326[3].
- Isabelle de Joigny, qui épouse  entre 1295 et 1297 Håkon V, futur roi de Norvège à partir de 1299. Elle meurt peu de temps après sans postérité.

## Sources
- Marie Henry d'Arbois de Jubainville, Histoire des Ducs et Comtes de Champagne, 1865.
- l'abbé Carlier, Notice sur les comtes de Joigny, 1862.
- Ambroise Challe, Histoire de la ville et du comté de Joigny, 1882